# Skillman
Skillman est une communauté non incorporée et une census-designated place (CDP) américaine située dans le township de Montgomery (en), dans le comté de Somerset de l'État du New Jersey,,,. En 2010, la population de Skillman est de 242 habitants. La CDP est desservie par les services postaux gouvernementaux sous le code ZIP 08558. 

## Toponymie
La localité tient son nom de la famille Skillman. Les premiers membres de cette famille néerlandaise vivaient en Angleterre avant de s'installer à Brooklyn, en 1664, selon les récits familiaux. 

## Histoire
In 1729, Thomas Skillman s'aventure vers l'ouest, achetant pour ses fils Jan et Isaac 500 acres (200 hectares) de terres agricoles autour de la rivière Millstone (en) près du village de Rocky Hill, entrant ainsi dans le township de Montgomery (en). La région de Skillman prend son nom à l'arrivée du chemin de fer dans les années 1870 : Joseph A. Skillman est un conducteur de chariots (en) qui possède des mules sauvages du Missouri ; lorsque les ouvriers du chemin de fer qui tentent de poser des rails s'embourbent avec leurs chevaux dans l'épaisse boue d'argile, Joseph A. Skillman vient à leur rescousse avec ses mules. Son nom est donné à la nouvelle gare dans laquelle est ouvert un bureau de poste et un petit village, avec une presse à foin, un magasin d'alimentation et une quincaillerie se développe tout autour qui prend également le nom de Skillman. Alors que la gare a disparu, des restes du village primitif subsistent au croisement de Camp Meeting Avenue et de Skillman Road. 

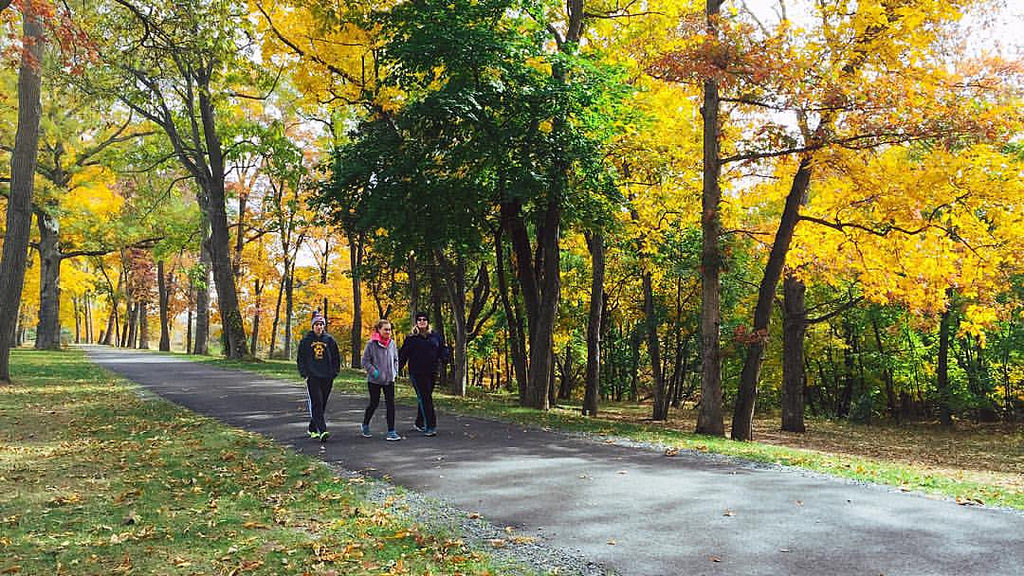
Skillman Park

Autour des années 1900 le New Jersey State Village for Epileptics, devenu par la suite le New Jersey Neuropsychiatric Institute puis le North Princeton Developmental Center, un complexe de 250 acres (100 hectares), est créé à Skillman, avec sa propre laiterie, sa blanchisserie et son cinéma. En 2011, le township de Montgomery (en) vend ce qui reste de l'établissement au comté de Somerset auquel est confiée la démolition des bâtiments encore subsistants dans l'objectif de la création d'un parc.
Skillman est le siège de la division Consumer Products de Johnson & Johnson et des bureaux de Bloomberg LP Financial. 
Toutes les écoles publiques (élémentaire, collège et lycée) du township de Montgomery sont situées à Skillman.

## Personnalités
- Sara Josephine Baker (1873–1945), femme médecin américaine, résidente de Trevenna Farm avec Wylie[8]
- Ira Black (en) (1941–2006), neuroscientifique et première directrice du Stem Cell Institute of New Jersey[9]
- Yvonne Brill (1924–2013), scientifique canadienne, résidente de Skillman[10]
- I. A. R. Wylie (en) (1885–1959), romancière, scénariste, nouvelliste et poète australo-britannico-américaine, résidente de Trevenna Farm avec Baker[8]